# Ouaké
Ouaké is een van de 77 gemeenten (communes) in Benin. De gemeente ligt in het departement Donga en heeft een oppervlakte van 663 km². De gemeente telt 74.289 inwoners (2013). De gemeente Ouaké is opgedeeld in zes arrondissementen:
- Badjoude
- Kondé
- Ouaké
- Sèmèrè I
- Sèmèrè II
- Tchalinga

In Ouaké wordt jaarlijks de Kamou of Fête de la chicote gevierd, een meerdaags festival waar jongemannen in bloot bovenlijf aan deelnemen.

## Geografie
De gemeente grenst in het westen aan Togo en er is ook een grensovergang naar dat land.
Ouaké heeft een golvend landschap, doorsneden door enkele rivieren als de Binao, de Bohom en de Kanandja, die een deel van het jaar droog staan. Het klimaat wordt gekenmerkt door een droog seizoen (van november tot april) en een regenseizoen (van mei tot oktober). Met de groeiende bevolking is ook het landbouwareaal tussen 2005 en 2015 sterk uitgebreid, en staat het natuurlijk landschap bestaande uit bossavanne onder druk.

## Economie
De landbouw is de belangrijkste economische activiteit waarin tot 80% van de bevolking actief is. Er worden onder andere yams, sorghum, maïs, katoen en aardnoten verbouwd. Verder zijn er veeteelt, handel en voedselverwerkende nijverheid.

## Bevolking
In 2002 telde de gemeente 45.836 inwoners. In 2013 waren dit er 74.289.
De bevolking is divers, met de Lokpa en de Fulbe als belangrijkste bevolkingsgroepen. Verder zijn er Yoruba, Fon, Bariba, Dendi, Otamari en Ada. De meerderheid van de bevolking (75%) was in 2002 moslim. Verder waren er katholieken (9,8%), protestanten (0,5%) en aanhangers van inheemse godsdiensten (13%).
Opm: Bevolkingscijfers in duizendtallen
Bron: Ouaké: Commune in Benin; 1979-2013: volkstellingen
Bron: Institut National de la Statistique Benin; 2013: volkstelling

## Geboren
- Kessilé Tchala (1953), arts en politicus

## Afbeeldingen

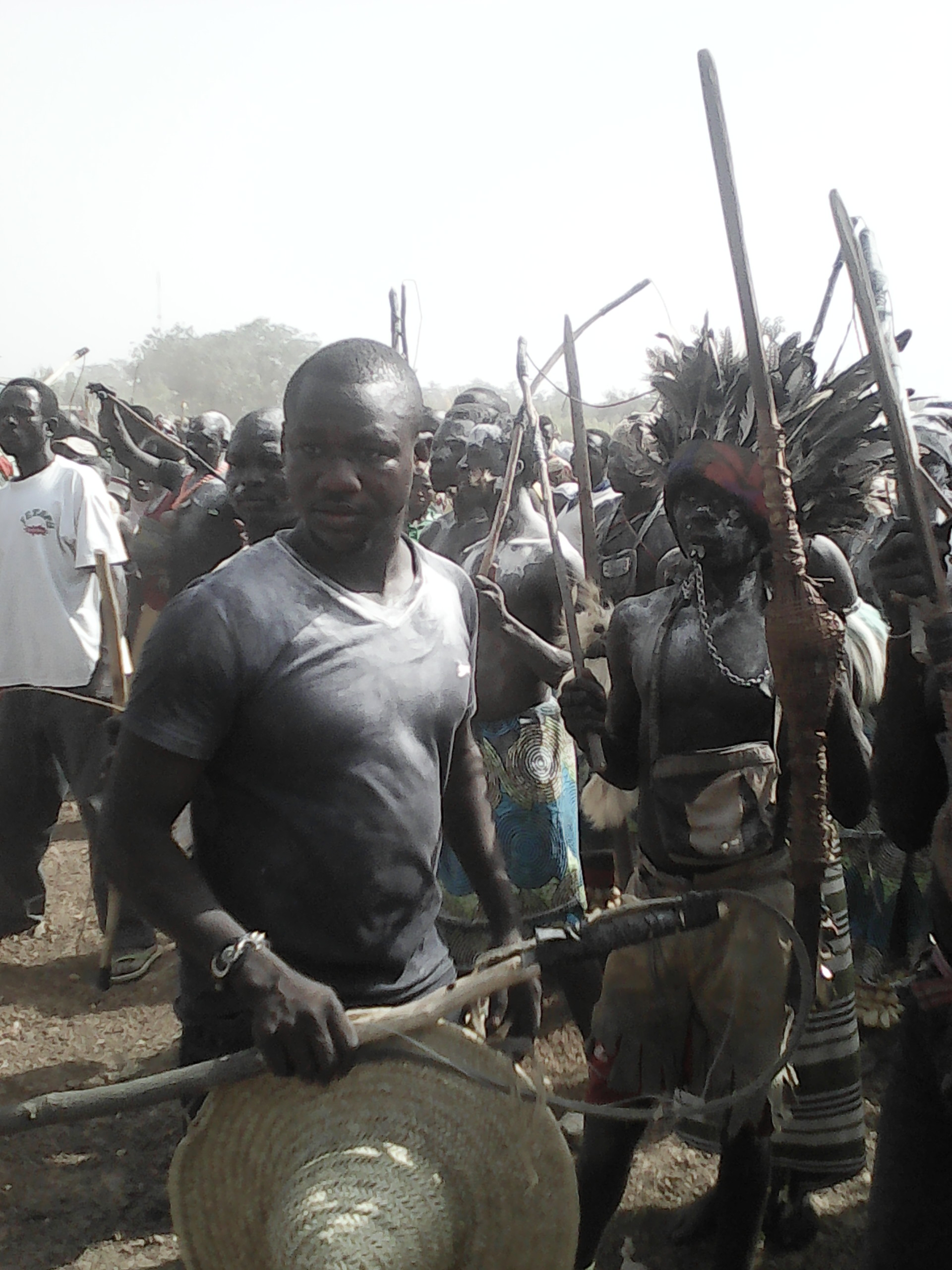
Fête de la chicote
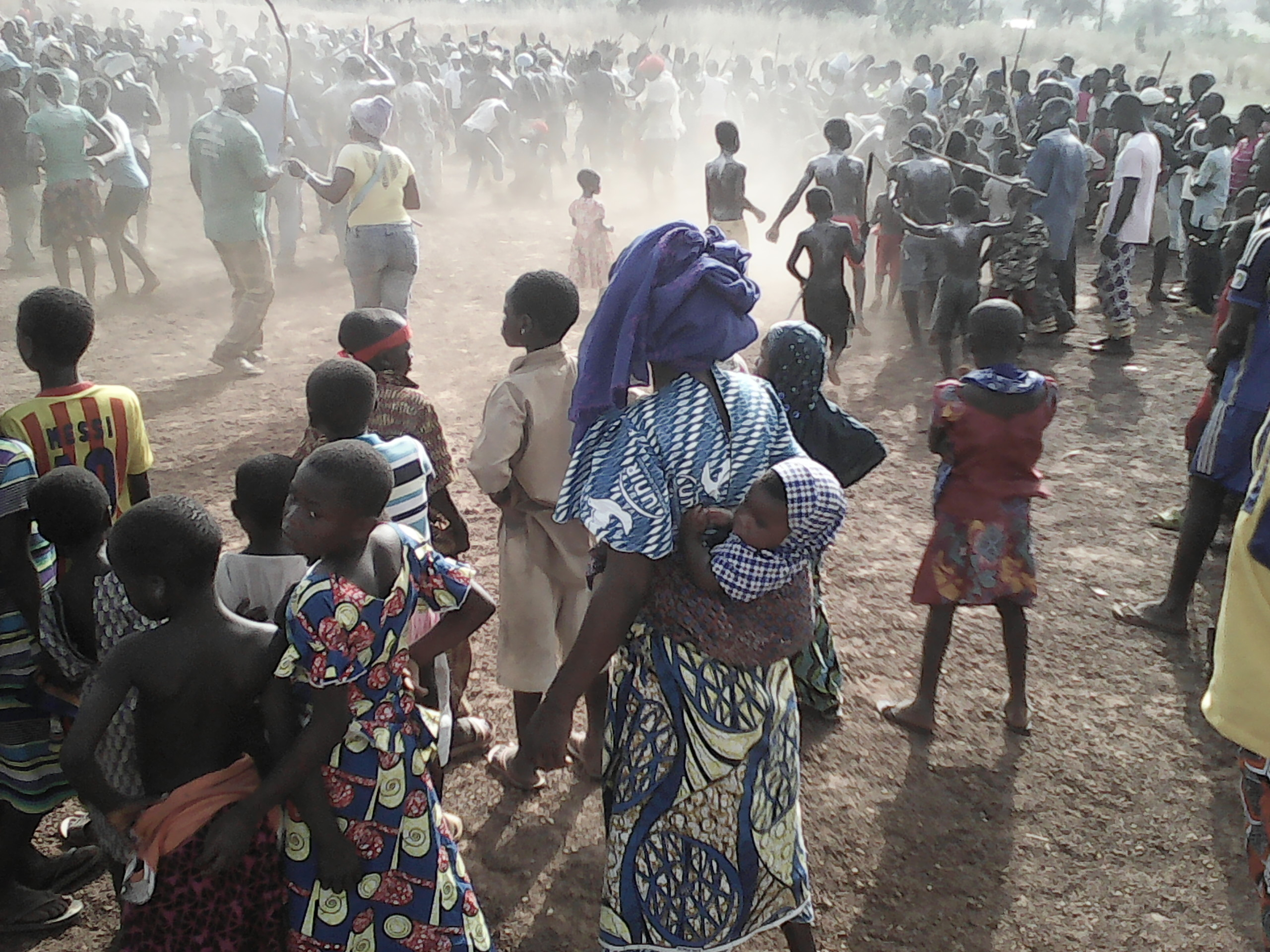
Fête de la chicote
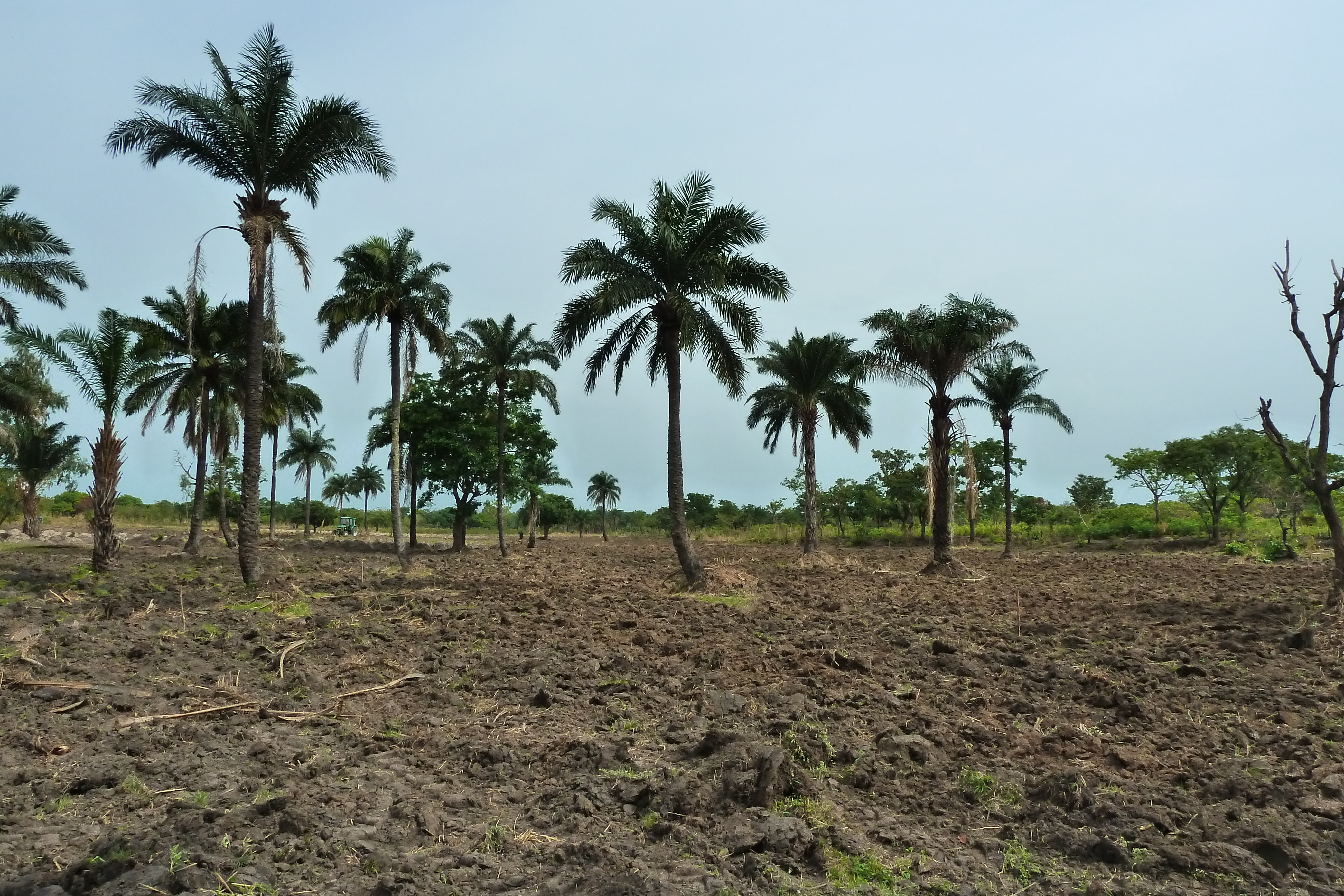
Rijstvelden